# روجر جنسن
روجر جنسن (بالإنجليزية: Roger Jensen)‏ هو مصور أمريكي، ولد في 5 سبتمبر 1933 في فارغو في الولايات المتحدة، وتوفي في 26 أبريل 2001 في تيريل في الولايات المتحدة.